# Parijs-Roubaix 1985
De eendaagse wielerklassieker Parijs-Roubaix 1985 was een wielerwedstrijd, die op 14 april 1985 plaatsvond in regenachtige omstandigheden. 
Drievoudig winnaar Francesco Moser leek een goede kans te hebben, maar hij viel en zijn fiets werd niet snel genoeg gerepareerd, waardoor hij uitgeschakeld was voor de overwinning. Vijftien kilometer voor het einde ontsnapte Marc Madiot uit de kopgroep, die uit acht man bestond, waaronder Sean Kelly, die de koers een jaar eerder won. Madiot won de koers in 1985 en Bruno Wojtinek, die twee kilometer voor de streep ontsnapte uit de achtervolgende groep, eindigde als tweede. 

## Uitslag
| Parijs–Roubaix 1985 |                     |               |            |
| Plaats              | Naam                | Ploeg         | Tijd       |
| Winnaar             | Marc Madiot         | Renault-Elf   | 7u 21' 10" |
| 2                   | Bruno Wojtinek      | Renault-Elf   | +01' 07"   |
| 3                   | Sean Kelly          | Skil          | +02' 09"   |
| 4                   | Greg LeMond         | La Vie Claire | z.t.       |
| 5                   | Rudy Dhaenens       | Hitachi       | z.t..      |
| 6                   | Eddy Planckaert     | Panasonic     | z.t.       |
| 7                   | Jozef Lieckens      | Lotto-Merckx  | z.t.       |
| 8                   | Hennie Kuiper       | Verandalux    | +03' 30"   |
| 9                   | Adrie van der Poel  | Kwantum       | z.t.       |
| 10                  | Ferdi Van Den Haute | La Redoute    | +05' 04"   |

1896 · 
1897 · 
1898 · 
1899 · 
1900 · 
1901 · 
1902 · 
1903 · 
1904 · 
1905 · 
1906 · 
1907 · 
1908 · 
1909 · 
1910 · 
1911 · 
1912 · 
1913 · 
1914 · 
1915 · 
1916 · 
1917 · 
1918 · 
1919 · 
1920 · 
1921 · 
1922 · 
1923 · 
1924 · 
1925 · 
1926 · 
1927 · 
1928 · 
1929 · 
1930 · 
1931 · 
1932 · 
1933 · 
1934 · 
1935 · 
1936 · 
1937 · 
1938 · 
1939 · 
1940 · 
1941 · 
1942 · 
1943 · 
1944 · 
1945 · 
1946 · 
1947 · 
1948 · 
1949 · 
1950 · 
1951 · 
1952 · 
1953 · 
1954 · 
1955 · 
1956 · 
1957 · 
1958 · 
1959 · 
1960 · 
1961 · 
1962 · 
1963 · 
1964 · 
1965 · 
1966 · 
1967 · 
1968 · 
1969 · 
1970 · 
1971 · 
1972 · 
1973 · 
1974 · 
1975 · 
1976 · 
1977 · 
1978 · 
1979 · 
1980 · 
1981 · 
1982 · 
1983 · 
1984 · 
1985 · 
1986 · 
1987 · 
1988 · 
1989 · 
1990 · 
1991 · 
1992 · 
1993 · 
1994 · 
1995 · 
1996 · 
1997 · 
1998 · 
1999 · 
2000 · 
2001 · 
2002 · 
2003 · 
2004 · 
2005 · 
2006 · 
2007 · 
2008 · 
2009 · 
2010 · 
2011 ·
2012 · 
2013 ·
2014 ·
2015 ·
2016 ·
2017 ·
2018 ·
2019 ·
2020 · 
2021 · 
2022 · 
2023 · 
2024 · 
2025